# هندریک تر بروخن
هندریک تر بروخن (هلندی: Hendrick ter Brugghen؛ ۱۵۸۸ – ۱ نوامبر ۱۶۲۹) نقاش اهل هلند بود.
وی که از نقاشان عصر طلایی نقاشی هلند محسوب میشود بیشتر آثارش درباره چهره انسان‌ها بوده است.

## نگارخانه

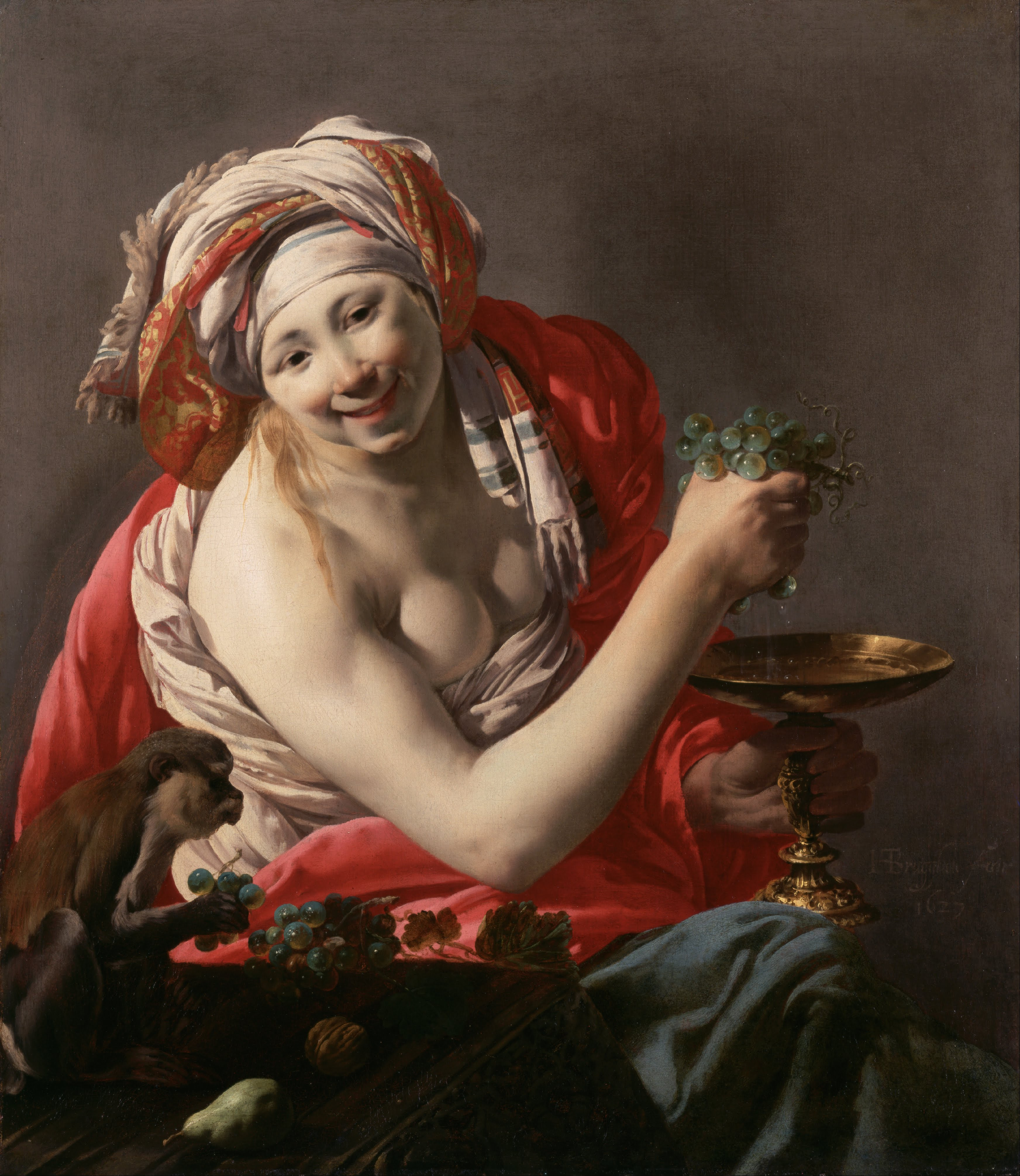
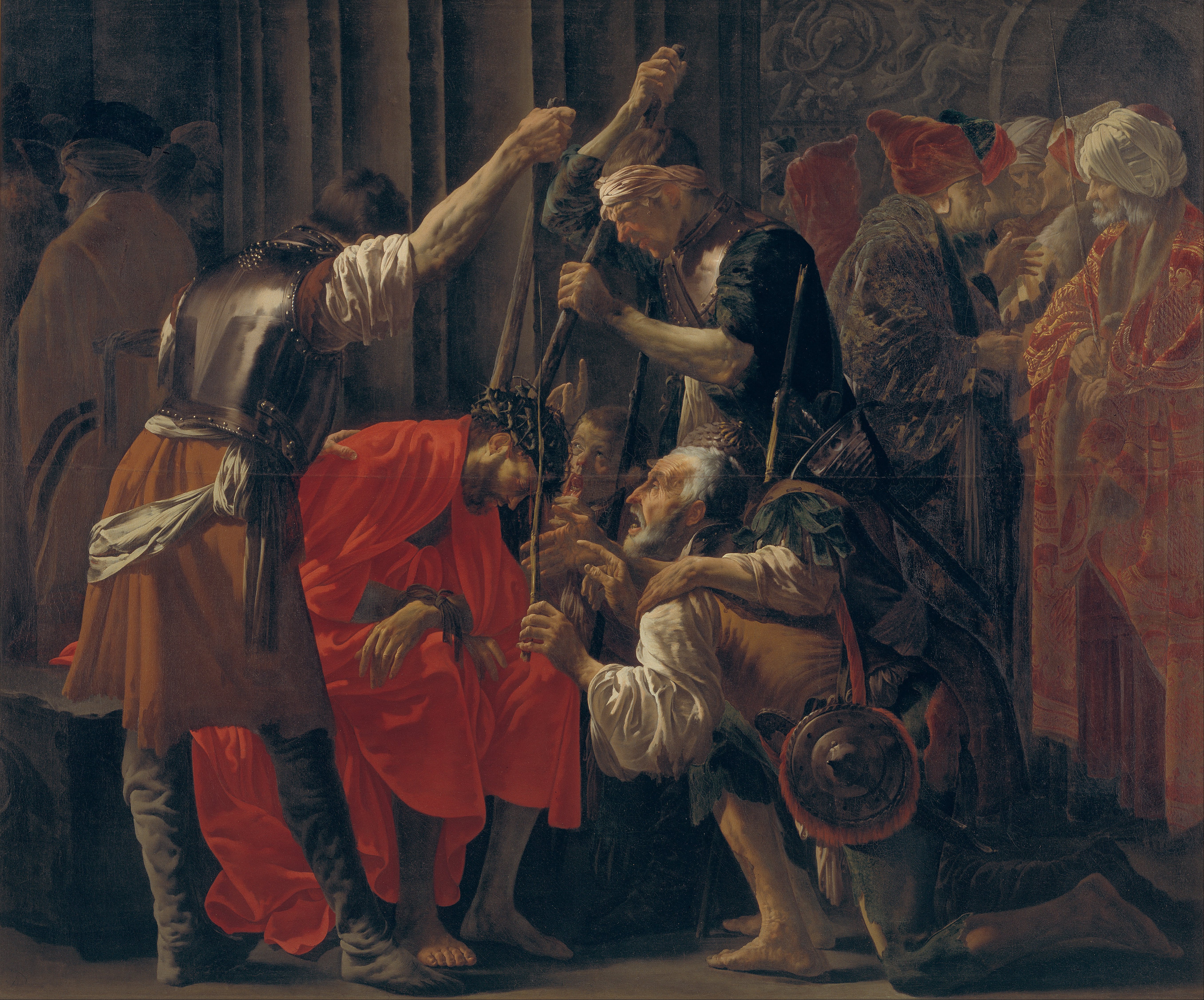
تاج خار بر سر عیسی
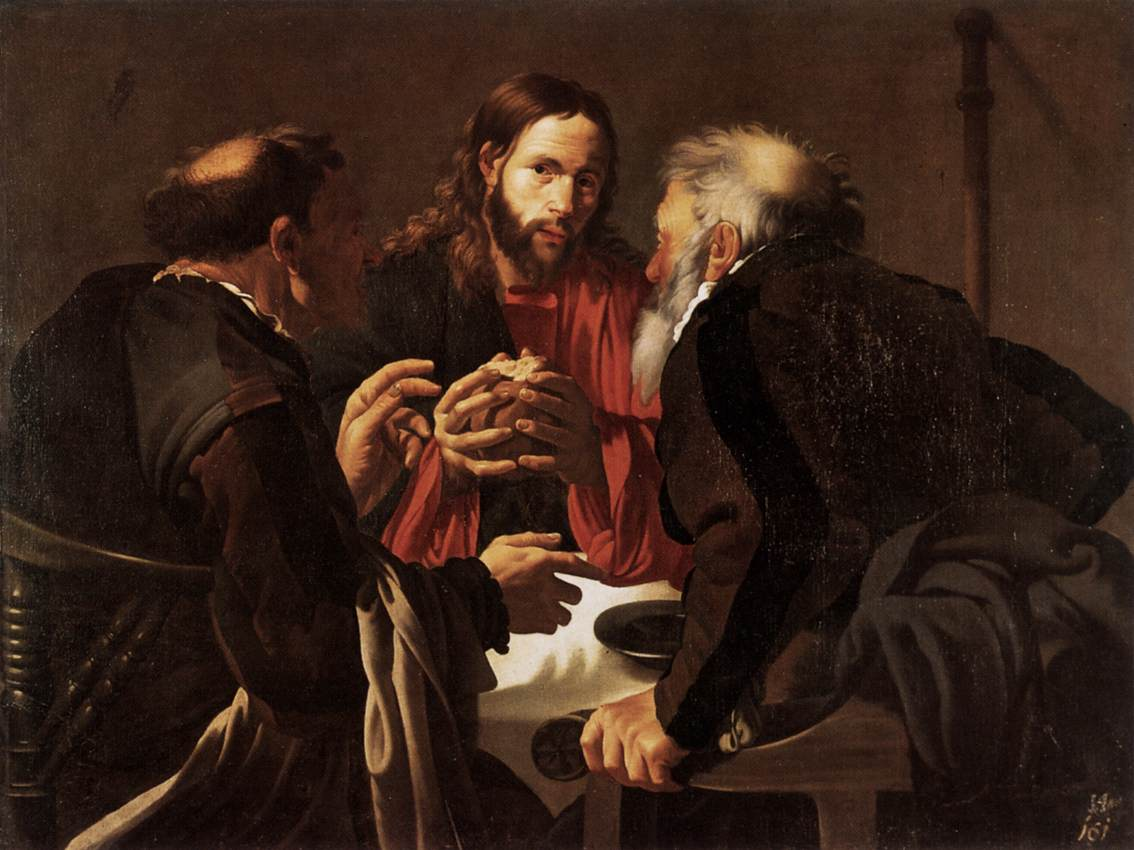
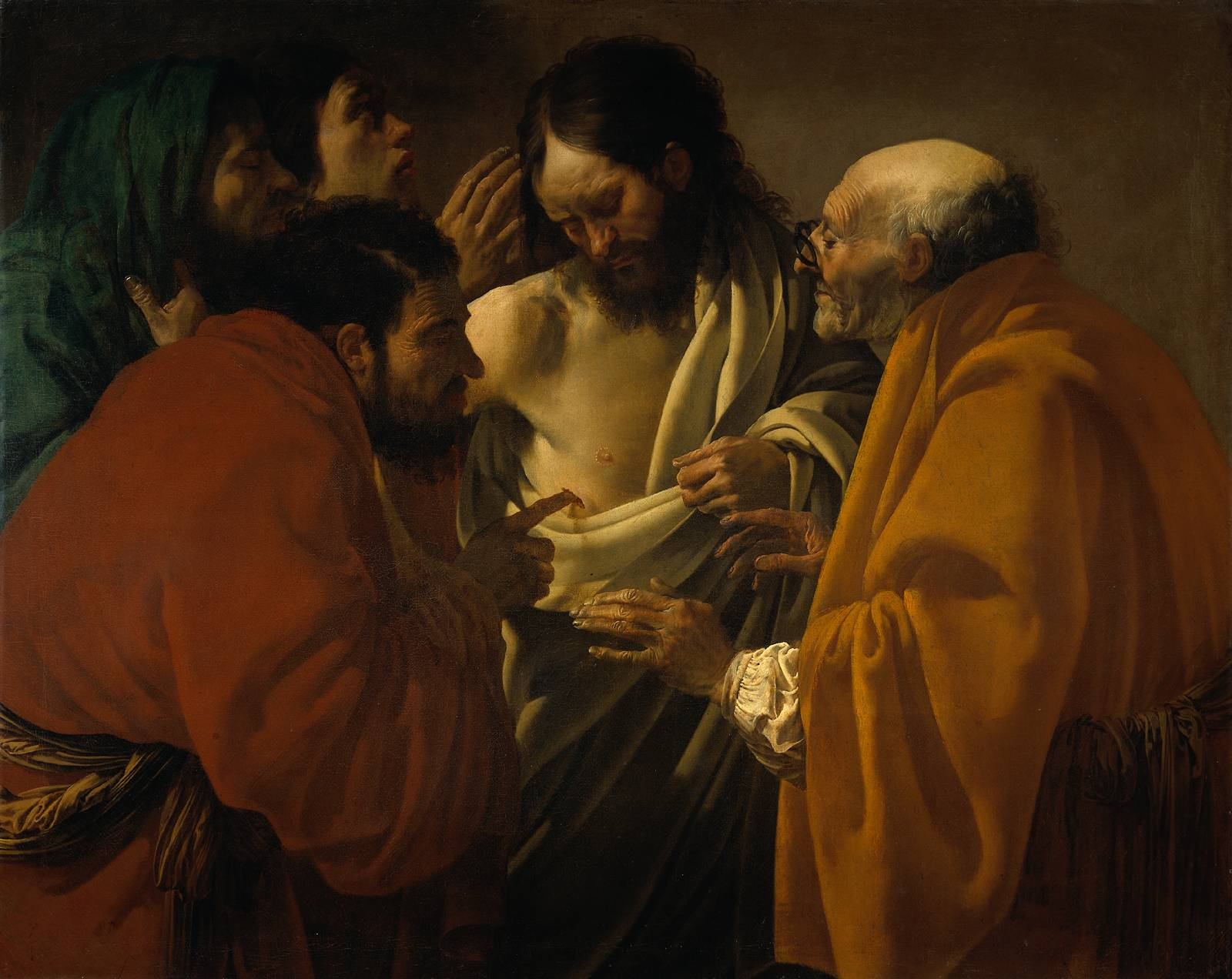
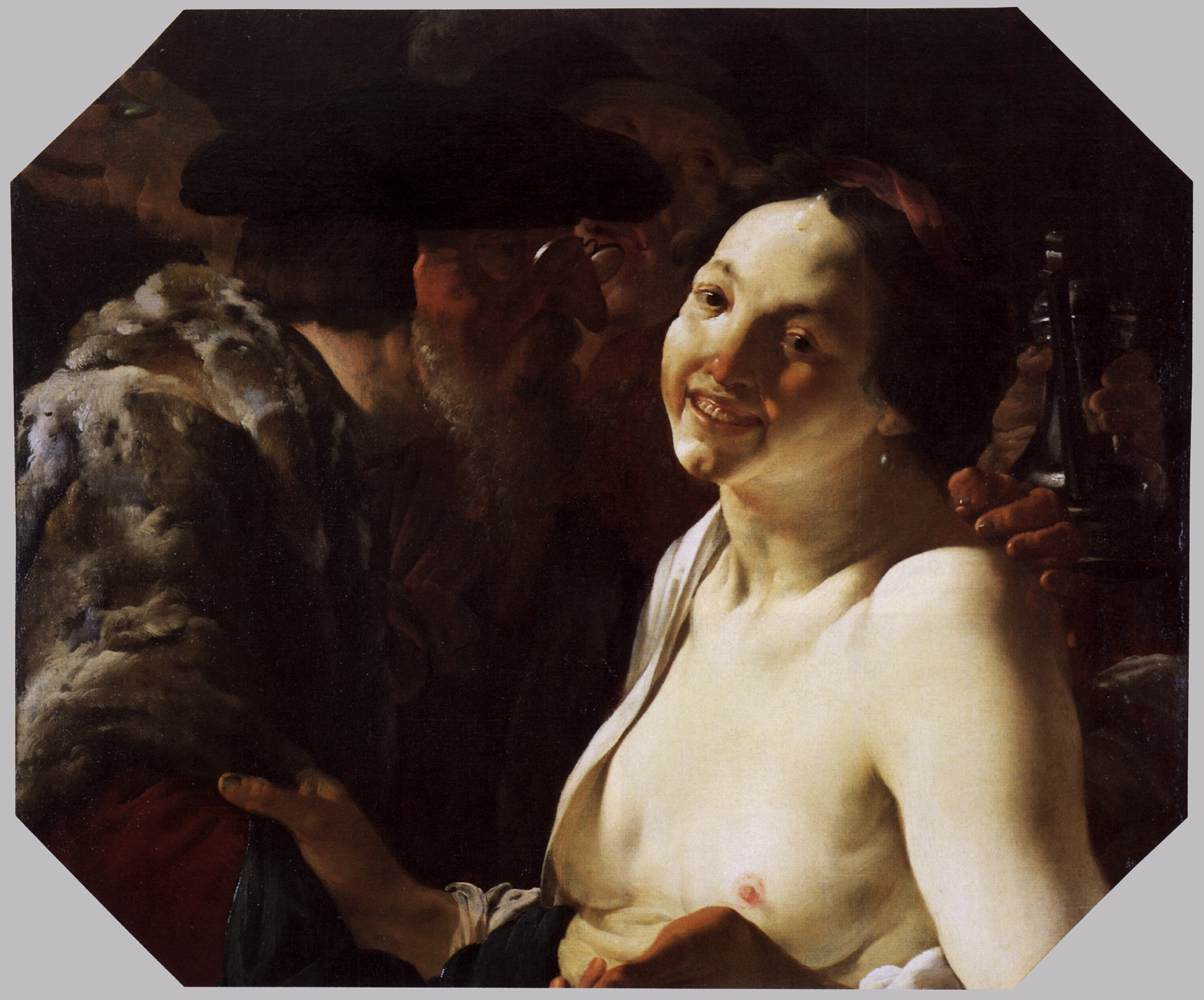
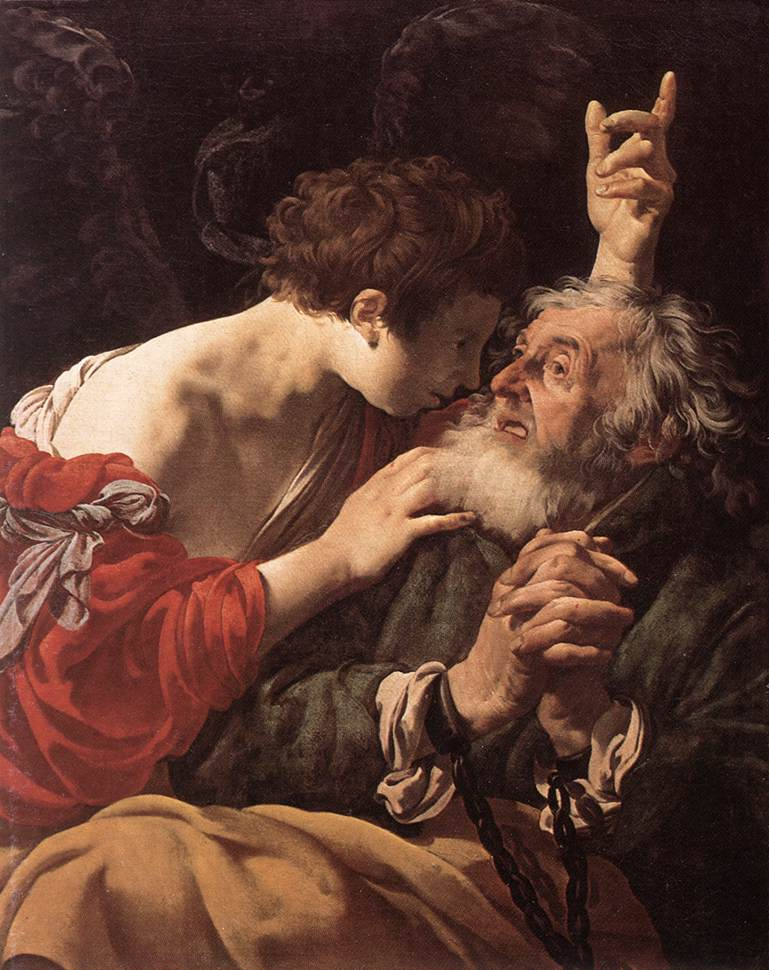
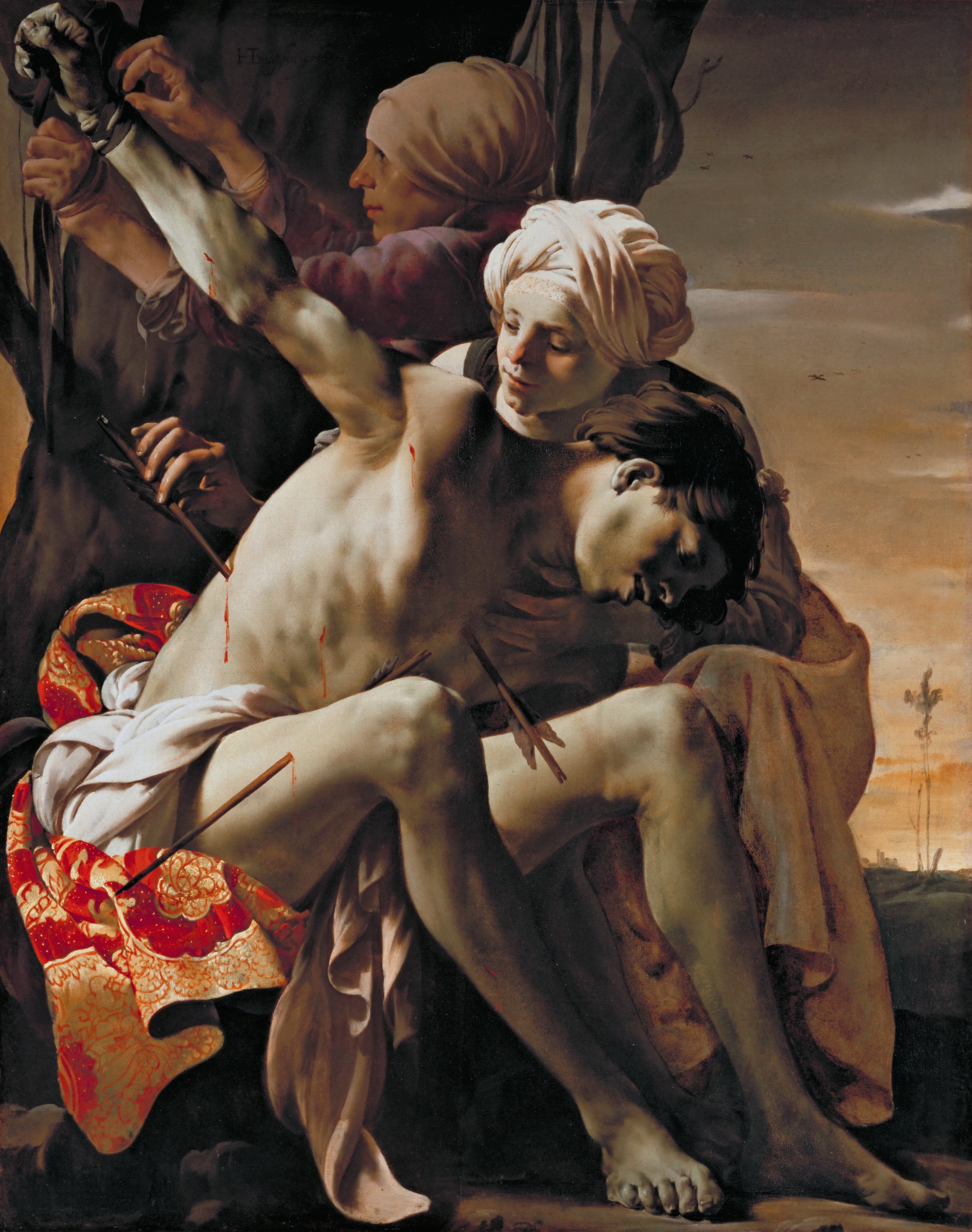
۱۶۲۰ م.
نگارخانه ملی دانمارک